# Sundathelphusa cavernicola
Sundathelphusa cavernicola is een krabbensoort uit de familie van de Gecarcinucidae. De wetenschappelijke naam van de soort is voor het eerst geldig gepubliceerd in 1983 door Takeda.